# Cyril Ritchard
Cyril Ritchard (né le 1er décembre 1897 à Sydney et mort le 18 décembre 1977 à Chicago) est un acteur  australien.

## Biographie
Cyril Ritchard a notamment joué le rôle du capitaine Crochet dans la comédie musicale Peter Pan en 1954.

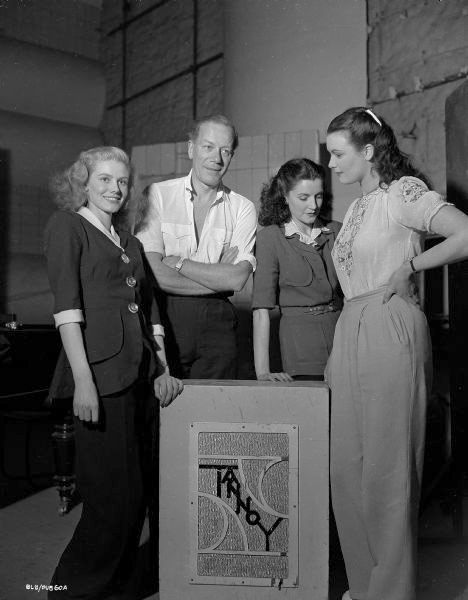
Cyril Ritchard en 1948

## Filmographie
- 1929 : Chantage (Blackmail) d'Alfred Hitchcock : Mr. Crewe, l'artiste-peintre
- 1937 : The Show Goes On de Basil Dean
- 1948 : Winslow contre le roi (The Winslow Boy)
- 1967 : Trois Sous de bonheur (Half a Sixpence) de George Sidney